# Pteroceras indicum
Pteroceras indicum är en orkidéart som beskrevs av Punekar. Pteroceras indicum ingår i släktet Pteroceras och familjen orkidéer. Inga underarter finns listade i Catalogue of Life.